# Eiserne Jungfrau

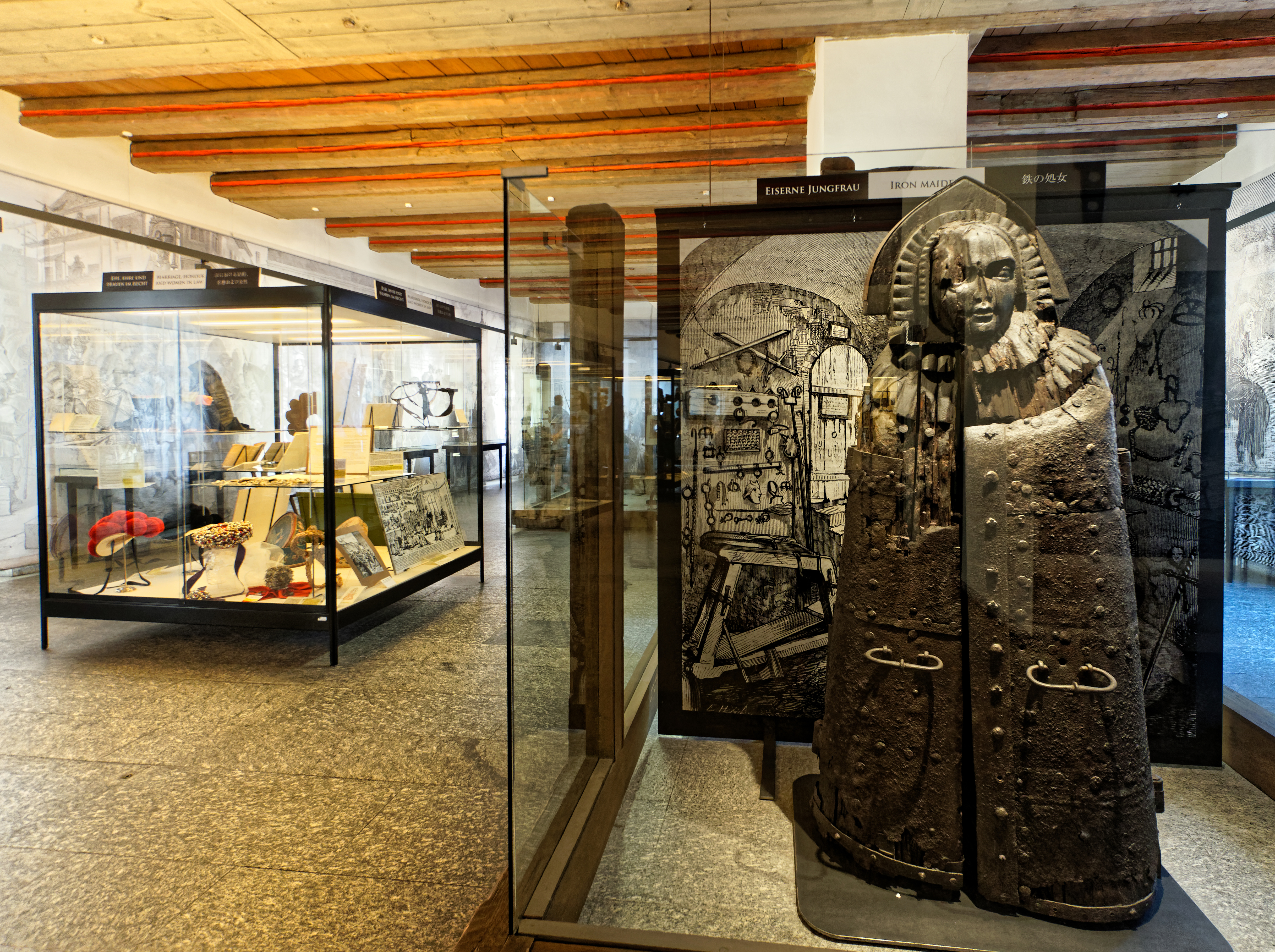
Die Eiserne Jungfrau von Nürnberg im Mittelalterlichen Kriminalmuseum Rothenburg ob der Tauber

Die Eiserne Jungfrau ist ein Gerät, das zur Folterung und Hinrichtung von Menschen benutzt worden sein soll. Es handelt sich um einen hölzernen oder metallenen Hohlkörper, meist in Frauengestalt, der mit nach innen stehenden Nägeln oder Dornen beschlagen war.

## Geschichte
Trotz ihres Rufs als mittelalterliches Folterinstrument gibt es keine Hinweise auf die Existenz von Eisernen Jungfrauen vor dem frühen 19. Jahrhundert. Es gibt jedoch alte Berichte über den spartanischen Tyrannen Nabis, der ein ähnliches Gerät um 200 v. Chr. für Erpressung und Mord verwendet haben soll. Der abbasidische Wesir Ibn al-Zayyat soll eine ähnliche hölzerne ofenähnliche Truhe mit Eisenspitzen zur Folter geschaffen haben, die ironischerweise während seiner eigenen Inhaftierung und Hinrichtung im Jahr 847 verwendet wurde. Das moderne Gerät, auf Deutsch als Eiserne Jungfrau bekannt, sah einem ägyptischen Mumiensarkophag sehr ähnlich. Wolfgang Schild, Professor für Strafrecht, Strafrechtsgeschichte und Rechtsphilosophie an der Universität Bielefeld, hat argumentiert, dass mutmaßliche Eiserne Jungfrauen aus Artefakten zusammengesetzt wurden, die in Museen gefunden wurden, um spektakuläre Objekte für (kommerzielle) Ausstellungen zu schaffen. Mehrere Eiserne Jungfrauen aus dem 19. Jahrhundert sind in Museen auf der ganzen Welt ausgestellt, darunter im San Diego Museum of Man, im Meiji University Museum und in mehreren Foltermuseen in Europa.

## Nürnberger Jungfrau
Die berühmteste Eiserne Jungfrau, welche das Design popularisierte, stammte aus Nürnberg und wurde möglicherweise bereits 1802 ausgestellt. Das Original ging 1945 bei den alliierten Luftangriffen auf Nürnberg verloren. Eine Kopie des Originals wurde 1890 zusammen mit anderen Foltergeräten über J. Ichenhauser aus London an den Earl of Shrewsbury verkauft und nach ihrer Ausstellung auf der World’s Columbian Exposition in Chicago 1893 auf eine amerikanische Tournee mitgenommen. Dieses Exemplar wurde in den frühen 1960er Jahren versteigert und ist heute im Mittelalterlichen Kriminalmuseum Rothenburg ob der Tauber ausgestellt.
Nach der Überlieferung stellte sich der Todeskandidat in die Figur, worauf diese geschlossen wurde und sich die Spitzen in den Leib bohrten. Bei der sogenannten Nürnberger Eisernen Jungfrau fiel die Leiche danach durch eine Öffnung im Boden in den darunter liegenden Fluss. Diese Hinrichtungsart soll Der Jungfernkuss geheißen haben und das gesamte Verfahren Das heimliche Gericht. Die Vorstellung basiert auf einer Nürnberger Chroniknachricht von 1533, die vom Altdorfer Professor Johann Philipp Siebenkees 1793 kolportiert wurde und im Kontext damaliger Vorstellungen mittelalterlicher Femegerichte steht. Laut Siebenkees Kolportage wurde das Verfahren erstmals am 14. August 1515 verwendet, um einen Münzfälscher hinzurichten. Aber auch Siebenkees hat „eine augenzwinkernde Warnung hinterhergeschickt. Er schrieb damals: ‚Sollte vielleicht die ganze Sache eine Legende sein?‘“
Die erhaltenen Vorrichtungen sind wohl Umdeutungen frühneuzeitlicher Schandmäntel und wurden erst später mit Nägeln gespickt (oder mit Bajonetten napoleonischer Zeit wie beim Nürnberger Exemplar). Daher entfernte man bei der im Kriminalmuseum in Rothenburg ob der Tauber ausgestellten „Eisernen Jungfrau“ die enthaltenen Nägel wieder.

## „Apega“ des Königs Nabis

Eiserne Jungfrau aus einer polnischen Enzyklopädie von 1902

Als erste Eiserne Jungfrau wird Apega bezeichnet, die sich der spartanische König Nabis (207–192 v. Chr.) bauen ließ. Hierbei handelte es sich – im Gegensatz zu den frühneuzeitlichen Eisernen Jungfrauen – um eine Konstruktion mit eingefügten Nägeln. Im Foltermuseum von Volterra (Italien) ist ein derartiges Objekt ausgestellt. Im begleitenden Text wird allerdings ausgeführt, dass die Dornen oder Nägel derart bemessen waren, dass sie sich nicht tief genug ins Fleisch bohrten, um das Folteropfer zu töten. Sie drangen jedoch tief genug ein, um den Prozess des Sterbens durch Verbluten einzuleiten, was einen weitaus qualvolleren Tod zur Folge hatte als beim Durchbohren lebenswichtiger Organe.

## Rezeption
Die Eiserne Jungfrau gilt in der Populärkultur, aber auch in der Literatur, immer noch als Inbegriff mittelalterlicher Justiz. In mehreren Büchern (z. B. Kurt Vonneguts Roman Schlachthof 5) und Filmen (z. B. Sleepy Hollow) wird der Mythos der Eisernen Jungfrau unreflektiert übernommen. Nach der Eisernen Jungfrau (engl. iron maiden) sind mehrere fiktive Figuren benannt (vor allem in Computerspielen, z. B. in Dungeon Keeper oder Resident Evil 4). Im Fantasy-Roman Rumo & Die Wunder im Dunkeln wird die weibliche Hauptperson in eine sog. kupferne Jungfrau gesperrt, diese besitzt im Gegensatz zum historischen Vorbild Giftspritzen statt Dornen.
Die berühmteste Eiserne Jungfrau, die bis 1945 in Nürnberg gezeigt wurde, inspirierte den Dracula-Autor Bram Stoker zu seiner Gruselgeschichte Die Squaw. Dort wird die Eiserne Jungfrau noch in der landläufigen Vorstellung verwendet: Ein Besucher des Kuriositätenkabinetts in der Nürnberger Burg zwängt sich aus Übermut in die Eiserne Jungfrau. Ein Museumswärter hält das Seil, welches den Schließmechanismus unterbindet. Eine Katze, deren Junges der Mann zuvor versehentlich getötet hatte, springt den Museumswärter an. Dieser lässt das Seil los, und die Tür schließt sich. Auf diese Weise stirbt der Mann in der Eisernen Jungfrau.

## Weiteres
- Im 1961 erschienenen Spielfilm Das Pendel des Todes wird eine der Hauptdarstellerinnen in eine Eiserne Jungfrau gesperrt.
- Die 1975 gegründete Band Iron Maiden benannte sich nach der Eisernen Jungfrau.
- Im Jahre 2003 berichtete das Time-Magazin, dass man vor dem Büro der Iraqi Football Association, die von Udai Hussein geleitet wurde, eine Eiserne Jungfrau gefunden hätte.[16]
- Im Spielfilm The Old Guard aus dem Jahr 2020 wird eine Nebenfigur der Unsterblichen im Mittelalter als Strafe eingesperrt in einer Eisernen Jungfrau im Meer versenkt.